# Svetovno prvenstvo v nogometu 1962
Svetovno prvenstvo v nogometu 1962 je bilo sedmo Svetovno prvenstvo v nogometu, ki se je odvijalo v Čilu med 30. majem in 17. junijem 1962. Po dvanajstih letih je svetovno prvenstvo spet gostila Južna Amerika. Za prireditelja sta kandidirali tudi Zahodna Nemčija, ki je imela manj možnosti že zaradi lege v Evropi, in Argentina, ki je presenetljivo ostala praznih rok. Sistem tekmovanja je od prejšnjega prvenstva ostal nespremenjen, ponovno je nastopilo 16 moštev, razdeljenih v štiri skupine. 
Že v kvalifikacijah za prvenstvo je prišlo do večjih presenečenj. Na zaključno tekmovanje se denimo nista uvrstili drugo- in tretjeuvrščeni reprezentanci prejšnjega prvenstva, Švedska in Francija. Prvo je izločila Švica, drugo pa Bolgarija, za katero je bilo to prvo svetovno prvenstvo.
Zmagovalec je bila ponovno Brazilija, ki je v finalu nadigrala Češkoslovaško, čeprav so slednji povedli in čeprav so Brazilci igrali brez poškodovanega Peleja. Igra, ki je temeljila na fizični moči, je že v predtekmovanju zahtevala svoj davek. Pele se je poškodoval že na drugi tekmi proti Češkoslovaški, zato do konca prvenstva ni več stopil na igrišče. Na način igre na tem prvenstvu kaže tudi tekma med Čilenci in Italijani, kjer sta bila že v prvem polčasu izključena dva italijanska nogometaša. Zaradi te tekme je Italija, dvakratni svetovni prvak, izpadla iz nadaljnjega tekmovanja, enaka usoda pa je doletela tudi Urugvaj in Argentino. Nasprotno pa so preporod doživela moštva iz vzhodne Evrope. Tako ZSSR, Jugoslavija, Češkoslovaška kot tudi Madžarska so napredovale v četrtfinale. V skupini se je zataknilo le Bolgariji.

## Prizorišča
- Arica, Estadio Carlos Dittborn - 17.786
- Rancagua, Estadio El Teniente - 18.000
- Santiago de Chile, Estadio Nacional - 66.660
- Viña del Mar, Estadio Sausalito - 18.037

## Rezultati

### Predtekmovanje

#### 1. skupina
| Reprezentanca   | OT | Z | N | P | DG | PG | GR   | TOČ |
| --------------- | -- | - | - | - | -- | -- | ---- | --- |
| Sovjetska zveza | 3  | 2 | 1 | 0 | 8  | 5  | 1,60 | 5   |
| Jugoslavija     | 3  | 2 | 0 | 1 | 8  | 3  | 2,67 | 4   |
| Urugvaj         | 3  | 1 | 0 | 2 | 4  | 6  | 0,67 | 2   |
| Kolumbija       | 3  | 0 | 1 | 2 | 5  | 11 | 0,45 | 1   |

| 30. maJ 1962 15:00 | Urugvaj               | 2 – 1      | Kolumbija          | Stadion: Estadio Carlos Dittborn, Arica Gledalcev: 7.908 Sodnik: Andor Dorogi |
| 30. maJ 1962 15:00 | Sasía 56' Cubilla 75' | (Poročilo) | Zuluaga 19' (pen.) | Stadion: Estadio Carlos Dittborn, Arica Gledalcev: 7.908 Sodnik: Andor Dorogi |

| 31. maJ 1962 15:00 | Sovjetska zveza           | 2 – 0      | Jugoslavija | Stadion: Estadio Carlos Dittborn, Arica Gledalcev: 15.000 Sodnik: Albert Dusch |
| 31. maJ 1962 15:00 | Ivanov 51' Ponedelnik 83' | (Poročilo) |             | Stadion: Estadio Carlos Dittborn, Arica Gledalcev: 15.000 Sodnik: Albert Dusch |

| 2. junij 1962 15:00 | Jugoslavija                               | 3 – 1      | Urugvaj     | Stadion: Estadio Carlos Dittborn, Arica Gledalcev: 8.829 Sodnik: Karol Galba |
| 2. junij 1962 15:00 | Skoblar 25' (pen.) Galić 29' Jerković 49' | (Poročilo) | Cabrera 19' | Stadion: Estadio Carlos Dittborn, Arica Gledalcev: 8.829 Sodnik: Karol Galba |

| 3. junij 1962 15:00 | Sovjetska zveza                            | 4 – 4      | Kolumbija                                               | Stadion: Estadio Carlos Dittborn, Arica Gledalcev: 8.040 Sodnik: João Etzel Filho |
| 3. junij 1962 15:00 | Ivanov 8', 11' Čislenko 10' Ponedelnik 56' | (Poročilo) | Aceros 21' Coll 68' (Olympic goal) Rada 72' Klinger 86' | Stadion: Estadio Carlos Dittborn, Arica Gledalcev: 8.040 Sodnik: João Etzel Filho |

| 6. junij 1962 15:00 | Sovjetska zveza        | 2 – 1      | Urugvaj   | Stadion: Estadio Carlos Dittborn, Arica Gledalcev: 9.973 Sodnik: Cesare Jonni |
| 6. junij 1962 15:00 | Mamikin 38' Ivanov 89' | (Poročilo) | Sasía 54' | Stadion: Estadio Carlos Dittborn, Arica Gledalcev: 9.973 Sodnik: Cesare Jonni |

| 7. junij 1962 15:00 | Jugoslavija                                | 5 – 0      | Kolumbija | Stadion: Estadio Carlos Dittborn, Arica Gledalcev: 7.167 Sodnik: Carlos Robles |
| 7. junij 1962 15:00 | Galić 20', 61' Jerković 25', 87' Melić 82' | (Poročilo) |           | Stadion: Estadio Carlos Dittborn, Arica Gledalcev: 7.167 Sodnik: Carlos Robles |

#### 2. skupina
| Reprezentanca   | OT | Z | N | P | DG | PG | GR   | TOČ |
| --------------- | -- | - | - | - | -- | -- | ---- | --- |
| Zahodna Nemčija | 3  | 2 | 1 | 0 | 4  | 1  | 4,00 | 5   |
| Čile            | 3  | 2 | 0 | 1 | 5  | 3  | 1,67 | 4   |
| Italija         | 3  | 1 | 1 | 1 | 3  | 2  | 1,50 | 3   |
| Švica           | 3  | 0 | 0 | 3 | 2  | 8  | 0,25 | 0   |

| 30. maJ 1962 15:00 | Čile                            | 3 – 1      | Švica       | Stadion: Estadio Nacional, Santiago Gledalcev: 65.000 Sodnik: Kenneth Aston |
| 30. maJ 1962 15:00 | L. Sánchez 44', 55' Ramírez 51' | (Poročilo) | Wüthrich 6' | Stadion: Estadio Nacional, Santiago Gledalcev: 65.000 Sodnik: Kenneth Aston |

| 31. maJ 1962 15:00 | Zahodna Nemčija | 0 – 0 | Italija | Stadion: Estadio Nacional, Santiago Gledalcev: 65.440 Sodnik: Robert Holley Davidson |
| 31. maJ 1962 15:00 | (Poročilo)      |       |         | Stadion: Estadio Nacional, Santiago Gledalcev: 65.440 Sodnik: Robert Holley Davidson |

| 2. junij 1962 15:00 | Čile                 | 2 – 0      | Italija | Stadion: Estadio Nacional, Santiago Gledalcev: 66.057 Sodnik: Kenneth Aston |
| 2. junij 1962 15:00 | Ramírez 73' Toro 87' | (Poročilo) |         | Stadion: Estadio Nacional, Santiago Gledalcev: 66.057 Sodnik: Kenneth Aston |

| 3. junij 1962 15:00 | Zahodna Nemčija       | 2 – 1      | Švica         | Stadion: Estadio Nacional, Santiago Gledalcev: 64.922 Sodnik: Leo Horn |
| 3. junij 1962 15:00 | Brülls 45' Seeler 59' | (Poročilo) | Schneiter 73' | Stadion: Estadio Nacional, Santiago Gledalcev: 64.922 Sodnik: Leo Horn |

| 6. junij 1962 15:00 | Zahodna Nemčija                 | 2 – 0      | Čile | Stadion: Estadio Nacional, Santiago Gledalcev: 67.224 Sodnik: Robert Holley Davidson |
| 6. junij 1962 15:00 | Szymaniak 21' (pen.) Seeler 82' | (Poročilo) |      | Stadion: Estadio Nacional, Santiago Gledalcev: 67.224 Sodnik: Robert Holley Davidson |

| 7. junij 1962 15:00 | Italija                     | 3 – 0      | Švica | Stadion: Estadio Nacional, Santiago Gledalcev: 59.828 Sodnik: Nikolaj Latišev |
| 7. junij 1962 15:00 | Mora 1' Bulgarelli 65', 67' | (Poročilo) |       | Stadion: Estadio Nacional, Santiago Gledalcev: 59.828 Sodnik: Nikolaj Latišev |

#### 3. skupina
| Reprezentanca | OT | Z | N | P | DG | PG | GR   | TOČ |
| ------------- | -- | - | - | - | -- | -- | ---- | --- |
| Brazilija     | 3  | 2 | 1 | 0 | 4  | 1  | 4,00 | 5   |
| Češkoslovaška | 3  | 1 | 1 | 1 | 2  | 3  | 0,67 | 3   |
| Mehika        | 3  | 1 | 0 | 2 | 3  | 4  | 0,75 | 2   |
| Španija       | 3  | 1 | 0 | 2 | 2  | 3  | 0,67 | 2   |

| 30. maJ 1962 15:00 | Brazilija            | 2 – 0      | Mehika | Stadion: Estadio Sausalito, Viña del Mar Gledalcev: 10.484 Sodnik: Gottfried Dienst |
| 30. maJ 1962 15:00 | Zagallo 56' Pelé 73' | (Poročilo) |        | Stadion: Estadio Sausalito, Viña del Mar Gledalcev: 10.484 Sodnik: Gottfried Dienst |

| 31. maJ 1962 15:00 | Češkoslovaška | 1 – 0      | Španija | Stadion: Estadio Sausalito, Viña del Mar Gledalcev: 12.700 Sodnik: Carl Erich Steiner |
| 31. maJ 1962 15:00 | Štibrányi 80' | (Poročilo) |         | Stadion: Estadio Sausalito, Viña del Mar Gledalcev: 12.700 Sodnik: Carl Erich Steiner |

| 2. junij 1962 15:00 | Brazilija  | 0 – 0 | Češkoslovaška | Stadion: Estadio Sausalito, Viña del Mar Gledalcev: 14.903 Sodnik: Pierre Schwinte |
| 2. junij 1962 15:00 | (Poročilo) |       |               | Stadion: Estadio Sausalito, Viña del Mar Gledalcev: 14.903 Sodnik: Pierre Schwinte |

| 3. junij 1962 15:00 | Španija   | 1 – 0      | Mehika | Stadion: Estadio Sausalito, Viña del Mar Gledalcev: 11.875 Sodnik: Branko Tesanić |
| 3. junij 1962 15:00 | Peiró 90' | (Poročilo) |        | Stadion: Estadio Sausalito, Viña del Mar Gledalcev: 11.875 Sodnik: Branko Tesanić |

| 6. junij 1962 15:00 | Brazilija         | 2 – 1      | Španija      | Stadion: Estadio Sausalito, Viña del Mar Gledalcev: 18.715 Sodnik: Sergio Bustamante |
| 6. junij 1962 15:00 | Amarildo 72', 86' | (Poročilo) | Adelardo 35' | Stadion: Estadio Sausalito, Viña del Mar Gledalcev: 18.715 Sodnik: Sergio Bustamante |

| 7. junij 1962 15:00 | Mehika                                       | 3 – 1      | Češkoslovaška | Stadion: Estadio Sausalito, Viña del Mar Gledalcev: 10.648 Sodnik: Gottfried Dienst |
| 7. junij 1962 15:00 | Díaz 12' Del Águila 29' Hernández 90' (pen.) | (Poročilo) | Mašek 1'      | Stadion: Estadio Sausalito, Viña del Mar Gledalcev: 10.648 Sodnik: Gottfried Dienst |

#### 4. skupina
| Reprezentanca | OT | Z | N | P | DG | PG | GR   | TOČ |
| ------------- | -- | - | - | - | -- | -- | ---- | --- |
| Madžarska     | 3  | 2 | 1 | 0 | 8  | 2  | 4,00 | 5   |
| Anglija       | 3  | 1 | 1 | 1 | 4  | 3  | 1,33 | 3   |
| Argentina     | 3  | 1 | 1 | 1 | 2  | 3  | 0,67 | 3   |
| Bolgarija     | 3  | 0 | 1 | 2 | 1  | 7  | 0,14 | 1   |

| 30. maJ 1962 15:00 | Argentina  | 1 – 0      | Bolgarija | Stadion: Estadio El Teniente, Rancagua Gledalcev: 7.134 Sodnik: Juan Gardeazábal Garay |
| 30. maJ 1962 15:00 | Facundo 4' | (Poročilo) |           | Stadion: Estadio El Teniente, Rancagua Gledalcev: 7.134 Sodnik: Juan Gardeazábal Garay |

| 31. maJ 1962 15:00 | Madžarska            | 2 – 1      | Anglija            | Stadion: Estadio El Teniente, Rancagua Gledalcev: 7.938 Sodnik: Leo Horn |
| 31. maJ 1962 15:00 | Tichy 17' Albert 61' | (Poročilo) | Flowers 60' (pen.) | Stadion: Estadio El Teniente, Rancagua Gledalcev: 7.938 Sodnik: Leo Horn |

| 2. junij 1962 15:00 | Anglija                                     | 3 – 1      | Argentina      | Stadion: Estadio El Teniente, Rancagua Gledalcev: 9.794 Sodnik: Nikolaj Latišev |
| 2. junij 1962 15:00 | Flowers 17' (pen.) Charlton 42' Greaves 67' | (Poročilo) | Sanfilippo 81' | Stadion: Estadio El Teniente, Rancagua Gledalcev: 9.794 Sodnik: Nikolaj Latišev |

| 3. junij 1962 15:00 | Madžarska                                     | 6 – 1      | Bolgarija     | Stadion: Estadio El Teniente, Rancagua Gledalcev: 7.442 Sodnik: Juan Gardeazábal Garay |
| 3. junij 1962 15:00 | Albert 1', 6', 53' Tichy 8', 70' Solymosi 12' | (Poročilo) | Asparuhov 64' | Stadion: Estadio El Teniente, Rancagua Gledalcev: 7.442 Sodnik: Juan Gardeazábal Garay |

| 6. junij 1962 15:00 | Madžarska  | 0 – 0 | Argentina | Stadion: Estadio El Teniente, Rancagua Gledalcev: 7.945 Sodnik: Arturo Yamasaki Maldonado |
| 6. junij 1962 15:00 | (Poročilo) |       |           | Stadion: Estadio El Teniente, Rancagua Gledalcev: 7.945 Sodnik: Arturo Yamasaki Maldonado |

| 7. junij 1962 15:00 | Anglija    | 0 – 0 | Bolgarija | Stadion: Estadio El Teniente, Rancagua Gledalcev: 5.700 Sodnik: Antoine Blavier |
| 7. junij 1962 15:00 | (Poročilo) |       |           | Stadion: Estadio El Teniente, Rancagua Gledalcev: 5.700 Sodnik: Antoine Blavier |

### Zaključni del
|  | Četrtfinale              | Četrtfinale     | Četrtfinale              |                      |             | Polfinale   | Polfinale    | Polfinale    |              |  | Finale               | Finale | Finale |
|  |                          |                 |                          |                      |             |             |              |              |              |  |                      |        |        |
|  | 10. junij – Arica        |                 |                          |                      |             |             |              |              |              |  |                      |        |        |
|  |                          |                 |                          |                      |             |             |              |              |              |  |                      |        |        |
|  | Sovjetska zveza          | Sovjetska zveza | 1                        |                      |             |             |              |              |              |  |                      |        |        |
|  | Sovjetska zveza          | Sovjetska zveza | 1                        | 13. junij - Santiago |             |             |              |              |              |  |                      |        |        |
|  | Čile                     | Čile            | 2                        |                      |             |             |              |              |              |  |                      |        |        |
|  | Čile                     | Čile            | 2                        | Čile                 | Čile        | 2           |              |              |              |  |                      |        |        |
|  | 10. junij - Viña del Mar |                 |                          | Čile                 | Čile        | 2           |              |              |              |  |                      |        |        |
|  |                          | Brazilija       | Brazilija                | 4                    |             |             |              |              |              |  |                      |        |        |
|  | Brazilija                | Brazilija       | Brazilija                | 4                    | 3           |             |              |              |              |  |                      |        |        |
|  | Brazilija                | Brazilija       |                          | 17. junij – Santiago | 3           |             |              |              |              |  |                      |        |        |
|  | Anglija                  | Anglija         | 1                        |                      |             |             |              |              |              |  |                      |        |        |
|  | Anglija                  | Anglija         | 1                        | Brazilija            | Brazilija   | 3           |              |              |              |  |                      |        |        |
|  | 10. junij - Santiago     |                 |                          | Brazilija            | Brazilija   | 3           |              |              |              |  |                      |        |        |
|  |                          | Češkoslovaška   | Češkoslovaška            | 1                    |             |             |              |              |              |  |                      |        |        |
|  | Zahodna Nemčija          | Zahodna Nemčija | Češkoslovaška            | 1                    | 0           |             |              |              |              |  |                      |        |        |
|  | Zahodna Nemčija          | Zahodna Nemčija | 13. junij – Viña del Mar |                      | 0           |             |              |              |              |  |                      |        |        |
|  | Jugoslavija              | Jugoslavija     | 1                        |                      |             |             |              |              |              |  |                      |        |        |
|  | Jugoslavija              | Jugoslavija     | 1                        | Jugoslavija          | Jugoslavija | 1           | Tretje mesto | Tretje mesto | Tretje mesto |  |                      |        |        |
|  | 10. junij - Rancagua     |                 |                          | Jugoslavija          | Jugoslavija | 1           | Tretje mesto | Tretje mesto | Tretje mesto |  |                      |        |        |
|  |                          | Češkoslovaška   | Češkoslovaška            | 3                    |             |             |              |              |              |  |                      |        |        |
|  | Madžarska                | Madžarska       | Češkoslovaška            | 3                    | 0           | Čile        | Čile         | 1            |              |  |                      |        |        |
|  | Madžarska                | Madžarska       |                          |                      |             | Čile        | Čile         | 1            |              |  |                      |        |        |
|  | Češkoslovaška            | Češkoslovaška   | 1                        |                      | Jugoslavija | Jugoslavija | 0            |              |              |  |                      |        |        |
|  | Češkoslovaška            | Češkoslovaška   | 1                        |                      |             |             | 0            |              |              |  |                      |        |        |
|  |                          |                 |                          |                      |             |             |              |              |              |  | 16. junij - Santiago |        |        |
|  |                          |                 |                          |                      |             |             |              |              |              |  |                      |        |        |

#### Četrtfinale
| 10. junij 1962 14:30 | Čile                  | 2 – 1      | Sovjetska zveza | Stadion: Estadio Carlos Dittborn, Arica Gledalcev: 17.268 Sodnik: Leo Horn |
| 10. junij 1962 14:30 | Sánchez 11' Rojas 29' | (Poročilo) | Čislenko 26'    | Stadion: Estadio Carlos Dittborn, Arica Gledalcev: 17.268 Sodnik: Leo Horn |

| 10. junij 1962 14:30 | Češkoslovaška | 1 – 0      | Madžarska | Stadion: Estadio El Teniente, Rancagua Gledalcev: 11.690 Sodnik: Nikolaj Latišev |
| 10. junij 1962 14:30 | Scherer 13'   | (Poročilo) |           | Stadion: Estadio El Teniente, Rancagua Gledalcev: 11.690 Sodnik: Nikolaj Latišev |

| 10. junij 1962 14:30 | Brazilija                   | 3 – 1      | Anglija      | Stadion: Estadio Sausalito, Viña del Mar Gledalcev: 17.736 Sodnik: Pierre Schwinte |
| 10. junij 1962 14:30 | Garrincha 31', 59' Vavá 53' | (Poročilo) | Hitchens 38' | Stadion: Estadio Sausalito, Viña del Mar Gledalcev: 17.736 Sodnik: Pierre Schwinte |

| 10. junij 1962 14:30 | Jugoslavija   | 1 – 0      | Zahodna Nemčija | Stadion: Estadio Nacional, Santiago Gledalcev: 63.324 Sodnik: Arturo Yamasaki Maldonado |
| 10. junij 1962 14:30 | Radaković 85' | (Poročilo) |                 | Stadion: Estadio Nacional, Santiago Gledalcev: 63.324 Sodnik: Arturo Yamasaki Maldonado |

#### Polfinale
| 13. junij 1962 14:30 | Češkoslovaška                       | 3 – 1      | Jugoslavija  | Stadion: Estadio Sausalito, Viña del Mar Gledalcev: 5.890 Sodnik: Gottfried Dienst |
| 13. junij 1962 14:30 | Kadraba 48' Scherer 80', 84' (pen.) | (Poročilo) | Jerković 69' | Stadion: Estadio Sausalito, Viña del Mar Gledalcev: 5.890 Sodnik: Gottfried Dienst |

| 13. junij 1962 14:30 | Brazilija                       | 4 – 2      | Čile                        | Stadion: Estadio Nacional, Santiago Gledalcev: 76.500 Sodnik: Arturo Yamasaki Maldonado |
| 13. junij 1962 14:30 | Garrincha 9', 32' Vavá 47', 78' | (Poročilo) | Toro 42' Sánchez 61' (pen.) | Stadion: Estadio Nacional, Santiago Gledalcev: 76.500 Sodnik: Arturo Yamasaki Maldonado |

#### Za tretje mesto
| 16. junij 1962 14:30 | Čile      | 1 – 0      | Jugoslavija | Stadion: Estadio Nacional, Santiago Gledalcev: 67.000 Sodnik: Juan Gardeazábal Garay |
| 16. junij 1962 14:30 | Rojas 90' | (Poročilo) |             | Stadion: Estadio Nacional, Santiago Gledalcev: 67.000 Sodnik: Juan Gardeazábal Garay |

#### Finale
| 17. junij 1962 14:30 | Brazilija                      | 3 – 1      | Češkoslovaška | Stadion: Estadio Nacional, Santiago Gledalcev: 68.679 Sodnik: Nikolaj Latišev |
| 17. junij 1962 14:30 | Amarildo 17' Zito 69' Vavá 78' | (Poročilo) | Masopust 15'  | Stadion: Estadio Nacional, Santiago Gledalcev: 68.679 Sodnik: Nikolaj Latišev |

| 4 goli - Garrincha - Vavá - Leonel Sánchez - Flórián Albert - Valentin Ivanov - Dražan Jerković 3 goli - Amarildo - Adolf Scherer - Lajos Tichy - Milan Galić 2 gola - Jaime Ramírez - Eladio Rojas - Jorge Toro - Ron Flowers - Uwe Seeler - Giacomo Bulgarelli - Igor Čislenko - Viktor Ponedelnik - José Sasía | 1 gol - Héctor Facundo - José Sanfilippo - Pelé - Mário Zagallo - Zito - Georgi Asparuhov - Germán Aceros - Marcos Coll - Marino Klinger - Antonio Rada - Francisco Zuluaga - Josef Kadraba - Václav Mašek - Josef Masopust - Jozef Štibrányi - Bobby Charlton - Jimmy Greaves - Gerry Hitchens | - Albert Brülls - Horst Szymaniak - Ernő Solymosi - Bruno Mora - Alfredo del Águila - Isidoro Díaz - Héctor Hernández - Aleksej Mamikin - Adelardo - Joaquín Peiró - Heinz Schneiter - Rolf Wüthrich - Ángel Cabrera - Luis Cubilla - Vojislav Melić - Petar Radaković - Josip Skoblar |